# آدریانا آریدس
آدریانا پائولا د آلمیدا آریدس (به انگلیسی: Adriana Paula de Almeida Arydes) (زاده ۱۸ آوریل ۱۹۷۳)، که بیشتر با نام آدریانا آریدس شناخته می‌شود، خواننده و ترانه‌سرای برزیلی است.
آدریانا آریدس در ۱۸ آوریل ۱۹۷۳، در کروزیرو، سائوپائولو به دنیا آمد.

## آهنگ‌شناسی
| سال  | جزئیات آلبوم                                                            | فروش و گواهینامه             |
| ---- | ----------------------------------------------------------------------- | ---------------------------- |
| ۱۹۹۹ | Reencontro - برچسب: CODIMUC - فرمت‌ها: سی دی                             | Gold - 100000                |
| ۲۰۰۱ | کیفیت É A Chave؟ - برچسب: CODIMUC - فرمت‌ها: سی دی                       | Gold - 100000                |
| ۲۰۰۳ | لیندو سیو - برچسب: Paulinas COMEP - فرمت‌ها: سی دی                       | Gold - 100000                |
| ۲۰۰۵ | مایس فلیز - برچسب: Paulinas COMEP - فرمت‌ها: سی دی                       | Gold 60000                   |
| ۲۰۰۷ | آدریانا آئو ویو - برچسب: Paulinas COMEP - فرمت‌ها: سی دی، دی وی دی       | Gold 70000 (CD) +30000 (DVD) |
| ۲۰۰۹ | میلاگرس - برچسب: سوم لیور - فرمت‌ها: سی دی                               | Gold +95000                  |
| ۲۰۰۹ | جاردیم سکرتو - برچسب: Paulinas COMEP - فرمت‌ها: سی دی                    | Gold 80000                   |
| ۲۰۱۰ | Coletânea Série Ouro - برچسب: Paulinas COMEP - فرمت‌ها: سی دی            | ۲۰۰۰۰                        |
| ۲۰۱۱ | Coisas Que Vivi - برچسب: Paulinas COMEP - فرمت‌ها: سی دی                 | Gold 70000                   |
| ۲۰۱۳ | سر مای… - برچسب: Paulinas COMEP - فرمت‌ها: سی دی                         | ۲۰۰۰۰                        |
| ۲۰۱۴ | آدریانا آریدس آئو ویو - برچسب: Paulinas COMEP - فرمت‌ها: سی دی، دی وی دی |                              |
| ۲۰۱۸ | ساگرادو - برچسب: یونیورسال موزیک - فرمت‌ها: سی دی                        |                              |

### تک آهنگ
- آغوش پدر – ۱۹۹۹
- نجات - ۲۰۰۰
- کلید قلب - ۲۰۰۱
- فراخوانی – ۲۰۰۲
- جوان من به تو نگاه می‌کنم – ۲۰۰۳
- آسمان زیبا - ۲۰۰۳
- مسح جدید - ۲۰۰۴
- شکوه و عظمت - ۲۰۰۵
- صبح نو – ۲۰۰۵
- مأموریت ما - ۲۰۰۵
- نوا اورشلیم – ۲۰۰۵
- انسان عشق خدا - ۲۰۰۶
- در اینجا متحد شد - ۲۰۰۷
- میلاگرس – ۲۰۰۹
- بازی در لباس‌هایت - ۲۰۰۹
- معجزه شما - ۲۰۰۹
- اتحادیه اروپا - ۲۰۱۰
- لطف من برای تو کافی است - ۲۰۱۱
- چیزهایی که من زندگی کردم - ۲۰۱۲
- سر مای… – ۲۰۱۳
- کوچک‌ترین در خانه من هستم - ۲۰۱۶
- خدا در کنترل است - ۲۰۱۸
- سارا برزیل – ۲۰۱۸
- چاه - ۲۰۲۰